# Comuns (Colòmbia)
Comuns (abans Força Alternativa Revolucionària del Comú (FARC)) és el partit polític colombià fundat l'agost de 2017 pels excombatents de la guerrilla Forces Armades Revolucionàries de Colòmbia (FARC), després de la signatura dels Acords de Pau amb el Govern de Juan Manuel Santos el 2016.

## Història

### Antecedents
El setembre de 2012 es van iniciar les converses de pau entre el president Juan Manuel Santos i les Forces Armades Revolucionàries de Colòmbia (FARC). Les negociacions es van desenvolupar a Oslo i a l'Havana, i van tenir com a resultat la signatura de l'Acord per a l'Acabament Definitiu del Conflicte a Bogotà el 24 de novembre de 2016. Després d'aquesta signatura, els combatents van començar una transició a la vida civil que va culminar a l'agost de 2017.
Els acords de pau estableixen que el partit polític fundat per les FARC tindria garantits 5 escons a la Cambra de Representants de Colòmbia i 5 al Senat durant les següents dues legislatures si no aconseguien el mínim de vots requerit. Aquest és un dels punts que els detractors dels acords van recórrer davant del Tribunal Constitucional pendent de pronunciació a l'agost de 2017.

### Congrés fundacional
El congrés fundacional del partit es va celebrar al Centre de Convencions de Bogotà del 28 al 31 d'agost de 2017 amb la participació d'un miler de delegats (exguerrillers, milicians i membres de Partit Comunista Clandestí Colombià), uns 200 convidats de diversos sectors de la societat colombiana, a més de desenes de delegacions convidades de forces d'esquerra d'altres països, fonamentalment d'Amèrica Llatina i el Carib. La clausura del congrés i la presentació del nou partit es va realitzar el divendres 1 de setembre amb un acte polític cultural i de masses a la cèntrica Plaça de Bolívar de la capital colombiana amb l'assistència de més de deu mil persones. En la seva intervenció Rodrigo Londoño va llençar la proposta d'un govern nacional de transició per al període 2018-2022.

#### Elecció del nom
El nom oficial de Força Alternativa Revolucionària del Comú, mantenint l'acrònim FARC, va ser acordat el 31 d'agost de 2017 durant el congrés fundacional. Es va imposar per 628 vots enfront de la proposta de Nova Colòmbia, que va aconseguir 264 sufragis. Així mateix, es va revelar la imatge del partit: el disseny d'una rosa i un estel vermell al centre.

#### Document fundacional
El document fundacional defineix al projecte emergent de «revolucionari» i proposa atorgar-li a la dona «un lloc central en la lluita contra la dominació i l'explotació pròpies de l'ordre social vigent».

### Eleccions legislatives de 2018
El seu debut en la democràcia colombiana es va donar en les eleccions al Congrés de 2018, on va obtenir una mica més de 85.000 vots, entre Senat i Cambra de Representants. No obstant això, en cada corporació tenen 5 escons gràcies als acords de pau entre la guerrilla i el govern colombià que els garanteix, de manera fixa durant 8 anys, aquests escons al Congrés de la República.

## Direcció Nacional
La Direcció Nacional està formada per 111 membres. En total van ser triades 26 dones, representant el 23 % de la direcció del nou partit. Per votació de delegats, l'elecció va ser la següent: Iván Márquez va rebre el major nombre de vots (888), en segon lloc Pablo Catatumbo (qui conserva en la legalitat el seu nom de guerra) amb 866 vots. En tercera posició va quedar Seusis Paucias Hernández (àlies Jesús Santrich) amb 835 vots, el qual no formava part de l'antic secretariat. El quart va ser Milton de Jesús Toncel (àlies Joaquín Gómez) amb 827, el cinquè lloc el va obtenir Rodrigo Londoño (àlies Timoleón Jiménez) amb 820, el sisè Julián Gallo (àlies Carlos Antonio Lozada) amb 818, el setè Jaime Alberto Parra (àlies Mauricio Jaramillo) amb 813, el vuitè Rodrigo Granda (àlies Ricardo Téllez) amb 808, el novè Reinaldo Cala Suárez (àlies Jairo Quintero) amb 807, que tampoc no formava part de l'antic secretariat, i en desè lloc va quedar Juan Hermilo Cabrera (àlies Bertulfo Álvarez).
La dona més votada va ser Griselda Lobo Silva (àlies Sandra Ramírez, vídua de Manuel Marulanda), que va aconseguir 802 vots, seguida per Victoria Sandino (que va conservar el seu nom de guerra) amb 797. Les següents dones en votació van ser: Francy María Orrego (àlies Erika Montero, 785), una de les dones més veteranes a les FARC amb 38 anys de militància, Sandra Milena Morales (àlies Camila Cienfuegos, 776), coneguda per liderar l'equip de premsa a l'Havana i la pedagogia en temes de gènere entre la guerrilla, i Eloisa Rivera (àlies Liliana Castellanos, neboda del Mono Jojoy, 748). L'holandesa Tanja Nijmeijer (àlies Alexandra Nariño) també va incorporar-se a la direcció obtenint el lloc 33 en la votació.
En la votació celebrada durant el congrés fundacional es van utilitzar dues targetes: una de color roig, que contenia els 111 noms proposats per l'Estat Major Central de la guerrilla, i una altra de color verd amb 56 candidats més que van ser postulats per l'assemblea.

## Eleccions

### Eleccions legislatives període 2018 - 2022
|  | 1,5 % |

|  | 1,5 % |

#### Senadors
| Escó                                             | Partit polític                            | Nom Senador                                                                                               |
| 1                                                | Força Alternativa Revolucionària del Comú | Iván Luciano Márquez Marin - No va prendre possessió a causa de la falta de garanties a la seva seguretat |
| 2                                                | Força Alternativa Revolucionària del Comú | Pablo Catatumbo Torres Victoria                                                                           |
| 3                                                | Força Alternativa Revolucionària del Comú | Victoria Sandino Simanca                                                                                  |
| 4                                                | Força Alternativa Revolucionària del Comú | Julián Gallo Cubillos                                                                                     |
| 5                                                | Força Alternativa Revolucionària del Comú | Griselda Lobo Silva                                                                                       |
| Font: (Wikipedia) Annex: Congressistes 2018-2022 |                                           | |

#### Representants a la Cambra
| Escó                                             | Partit polític                            | Circumscripció  | Nom Representant                                                                     |
| 1                                                | Força Alternativa Revolucionària del Comú | Antioquia       | Omar de Jesús Restrepo Corretja                                                      |
| 2                                                | Força Alternativa Revolucionària del Comú | Atlántico       | Jesús Santrich substituït provisionalment per Benedicto de Jesús González Montenegro |
| 3                                                | Força Alternativa Revolucionària del Comú | Bogotà          | Jairo González Mora - Va renunciar, substituït per Carlos Alberto Carreño Marín      |
| 4                                                | Força Alternativa Revolucionària del Comú | Santander       | Jairo Reinaldo Cala Suárez                                                           |
| 5                                                | Força Alternativa Revolucionària del Comú | Valle del Cauca | Marcos Calarcá                                                                       |
| Font: (Wikipedia) Annex: Congressistes 2018-2022 |                                           |                 |                                                                                      |